# Guatteria chrysopetala
Guatteria chrysopetala é uma espécie de planta do gênero Guatteria.  

## Taxonomia
A espécie foi descrita em 1849 por Friedrich Anton Wilhelm Miquel. 